# Пильо
Пѝльо (на италиански: Piglio) е малко градче и община в Централна Италия, провинция Фрозиноне, регион Лацио. Разположено е на 620 m надморска височина. Населението на общината е 4775 души (към 2010 г.).